# 東北エアサービス
東北エアサービス株式会社（とうほくエアサービス、英: Tohoku Air Service, Inc.）は、東北電力グループの航空運送事業者である。送電線の巡視や建設支援、地形測量などを手掛ける。

## 概要
1991年に新しく設立された航空会社である。それまで東北電力が独自に行っていたヘリコプターによる送電線巡視や建設支援事業を移管した。
山形、宮城両県の防災ヘリコプターの運航委託事業も行っている。
また、送電線のビデオ撮影やレーザー測量などの事業も行う。
2011年3月11日の東日本大震災では保有していたSA330JとBK117B-2を1機津波で失った。

## 沿革
- 1952年（昭和27年）- 終戦直後からGHQにより禁止されていた民間航空再開。
- 1953年（昭和28年）- 東北電力が、英国製のヘリコプター（ウエストランドS-51）を電力他社に先がけて導入。送電線の建設のための物資輸送・巡視・事故や災害時の対応等に利用開始。
- 1956年（昭和31年）9月 - 川崎ベル式47G2型機の導入開始。以降、1961年（昭和36年）までに3機を導入。
- 1963年（昭和38年）10月 - S-51等の後継機として川崎ベル式47G3B-KH4型機の導入開始。以降、1969年（昭和44年）までに5機を導入。
- 1970年（昭和45年）4月 - 川崎ベル式47G3B-KH4型機の後継機として、ヒューズ式369型機の導入を開始する。以降、全機がヒューズ式（川崎ヒューズ式を含む）369系列型機となる。
- 1989年（平成元年）3月 - 災害対応、物資輸送、佐渡島（海上飛行を要する）等における送電線の巡視も目的として、双発機である川崎式BK117型機の導入を開始する。
- 1991年（平成3年）
  - 3月12日 - 東北電力の経営資源を有効活用した経営の多角化、業務の効率化をはかり、あわせて東北地域の発展に貢献することを目的に総合的なヘリコプター事業を行う東北エアサービス株式会社を東北電力の100％出資により設立。
  - 10月28日 - 不定期運送事業及び航空機使用事業の免許に伴い営業開始。
- 1992年（平成4年）
  - 1月 - 宮城県防災ヘリコプター（BK117B-2）1機の運航受託開始。
  - 3月 - ヒューズの後継機としてMBB式BO105S型機導入開始（以後4機導入）。
  - 8月 - ヒューズ369　1機が送電線巡視中に福島県で墜落。
- 1994年（平成6年）2月 - 東北電力がVIP輸送、災害時対応のためAS式365N2型機1機を導入。同社が運航を受託する。
- 1995年（平成7年）- 川崎BK117 1機の形式を変更（BK117B-1→BK117B-2）。
- 1996年（平成8年）10月 - 物資輸送を主用途としたSA3301機を導入する。
- 1997年（平成9年）- 川崎BK117B-1をBK117B-2に形式変更
- 1999年（平成11年）6月 - レーザーレーダーによる送電線下樹木離隔調査業務の実施のためAS355F21機を導入する。
- 2000年（平成12年）2月1日 - 航空運送事業許可。
- 2002年（平成14年）11月1日 - それまでエースヘリコプターに運行を委託されていた山形県消防防災ヘリコプター（AS365N2）1機の運航受託開始。
- 2003年（平成15年）5月1日 - 国土交通省から航空法に基づく事業場の認定を受ける。
  1. 航空機の整備及び整備後の検査能力
  2. 航空機の整備又は改造の能力
  3. 装備品の修理又は改造の能力（型式限定：MBB式BO105S型および川崎式BK117型）
- 2004年（平成16年）10月22日 - 認定事業場の航空機の型式に係わる限定を拡張する（AS式365N2型を追加）。
- 2007年（平成19年）
  - 7月19日 - 経済産業省から航空機製造事業法に基づく事業許可を受ける。
  - 8月21日：経済産業省から航空機製造事業法に基づく航空機修理方法認可を受ける。

（修理の方法）： アエロスパシャル式AS365N2型、川崎式BK117C-2型、川崎式BK117C-1型、川崎式BK117B-2型
- 2009年（平成21年）3月 - MBB式BO105S型機の後継機としてEC135P2+型機導入。
- 2010年（平成22年）12月 - SA330J型機の後継機としてAS332L1型を1機導入。
- 2011年（平成23年）3月 - 東日本大震災による津波で、SA330J（2月に運行が終了し売却待ちだった） 1機とBK117B-2 1機を失う。また、宮城県防災航空隊のBK117C-2 1機も仙台市消防ヘリポートで津波に遭い被災した。
- 2013年（平成25年）5月 - 宮城県防災航空隊に新造機のAS365N3が納入されたため、代替機による運航を終了した。
- 2016年（平成28年）8月 - 東北電力（現・東北電力ネットワーク）が所有するAW169（JA169T）の運行委託を開始。

## 機材

### 運行中の機材
- ユーロコプターEC135P2＋×3（うち1機はAirbusH135）
- 川崎BK117B-2×1
- 川崎BK117C-2×3
- MBB Bo105CBS-4×1
- アエロスパシアルAS332L1×1
- Eurocopter AS365N3 Dauphin 2×1（宮城県防災航空隊機）
- アグスタウエストランド AW139×1 （山形県消防防災航空隊機）
- レオナルドAW169×1 （東北電力ネットワーク運行委託機）

### 運行を終了した機材

#### 東北電力時代
- ウエストランドWS-51
- 川崎ベル47G-2
- 川崎ベル47G-3B-KH-4

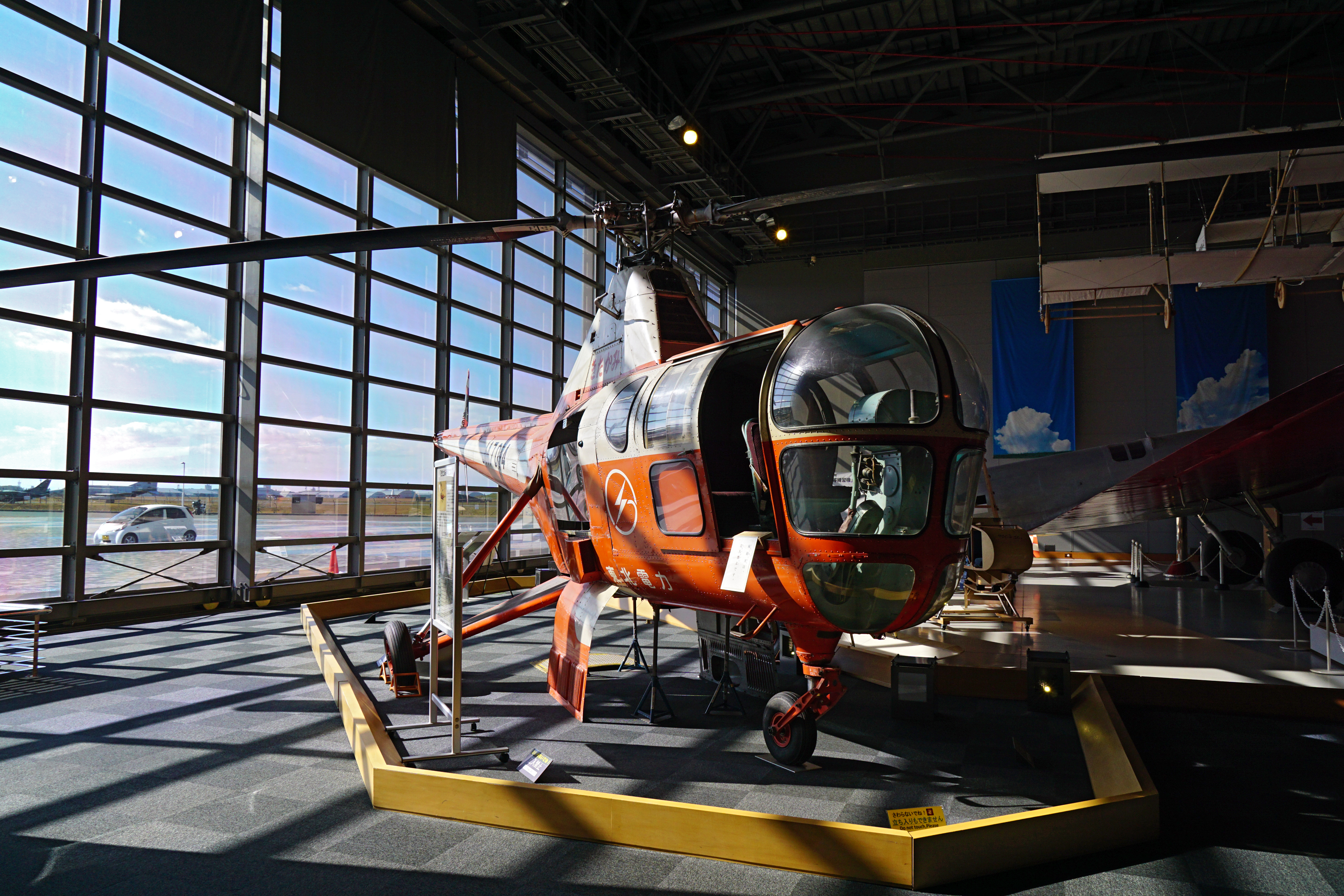
青森県立三沢航空科学館で展示されるWS-51「きたかみ」

- ヒューズ369HS/川崎ヒューズ369HS/川崎ヒューズ369D

#### 東北エアサービス
- アエロスパシアル AS355F2
- アエロスパシアルSA330J
- 川崎BK117B-1（宮城県防災機の代替機）
- 川崎BK117C-1（宮城県防災機の代替機）
- SA365N1（東邦航空からリースしていた宮城県防災期の代替機）
- AS365N2（ユーロコプター・ジャパンからリースしていた宮城県防災期の代替機）

## 保有機材の画像

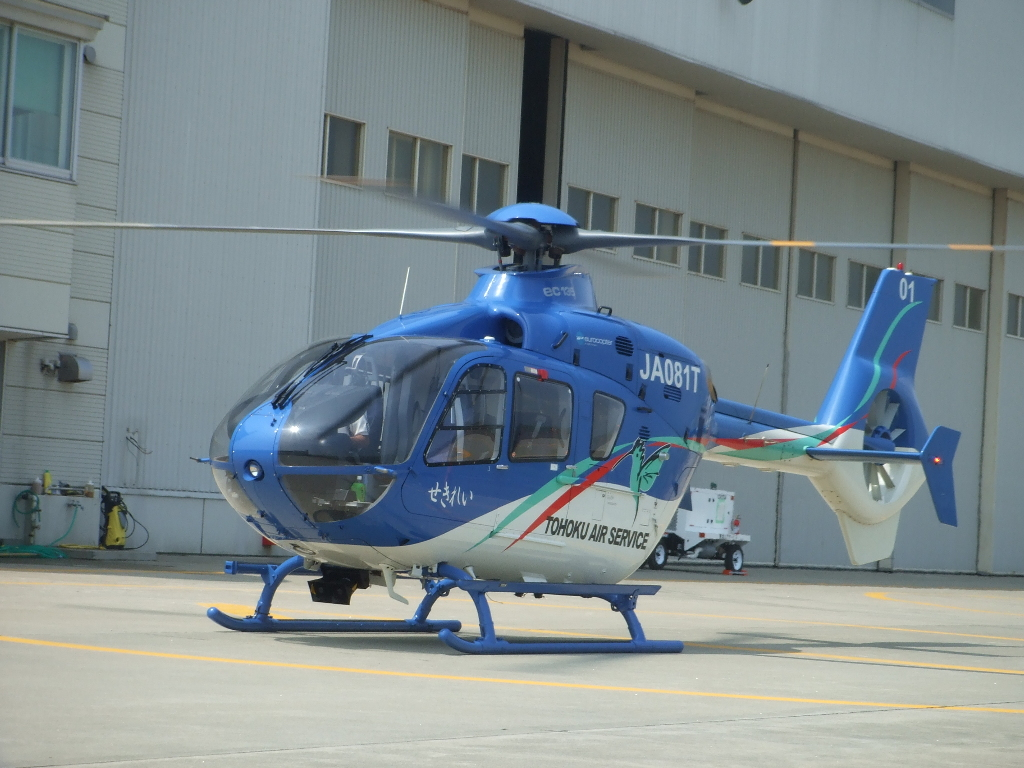
EC135P2＋
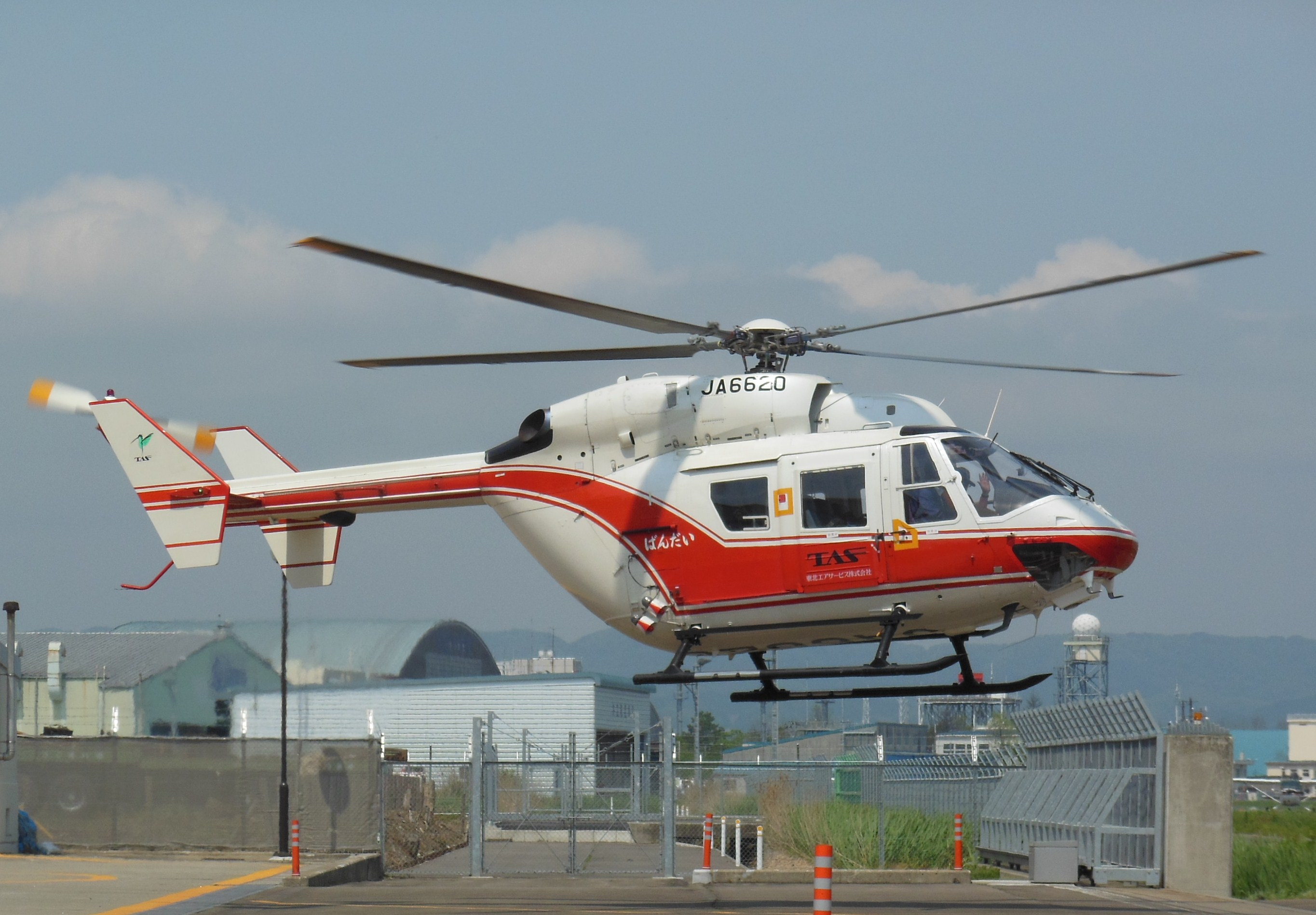
BK117B-2
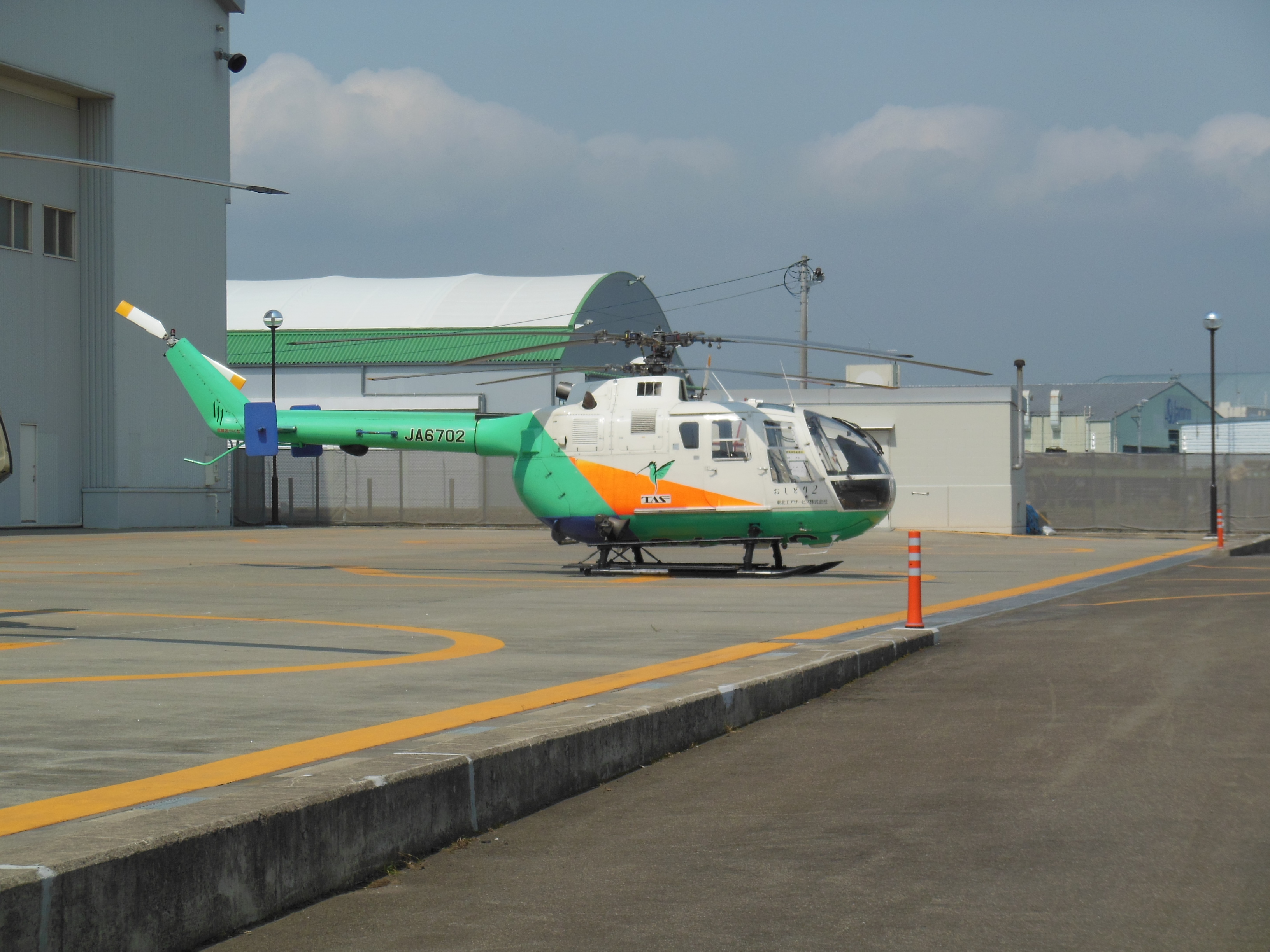
Bo105S
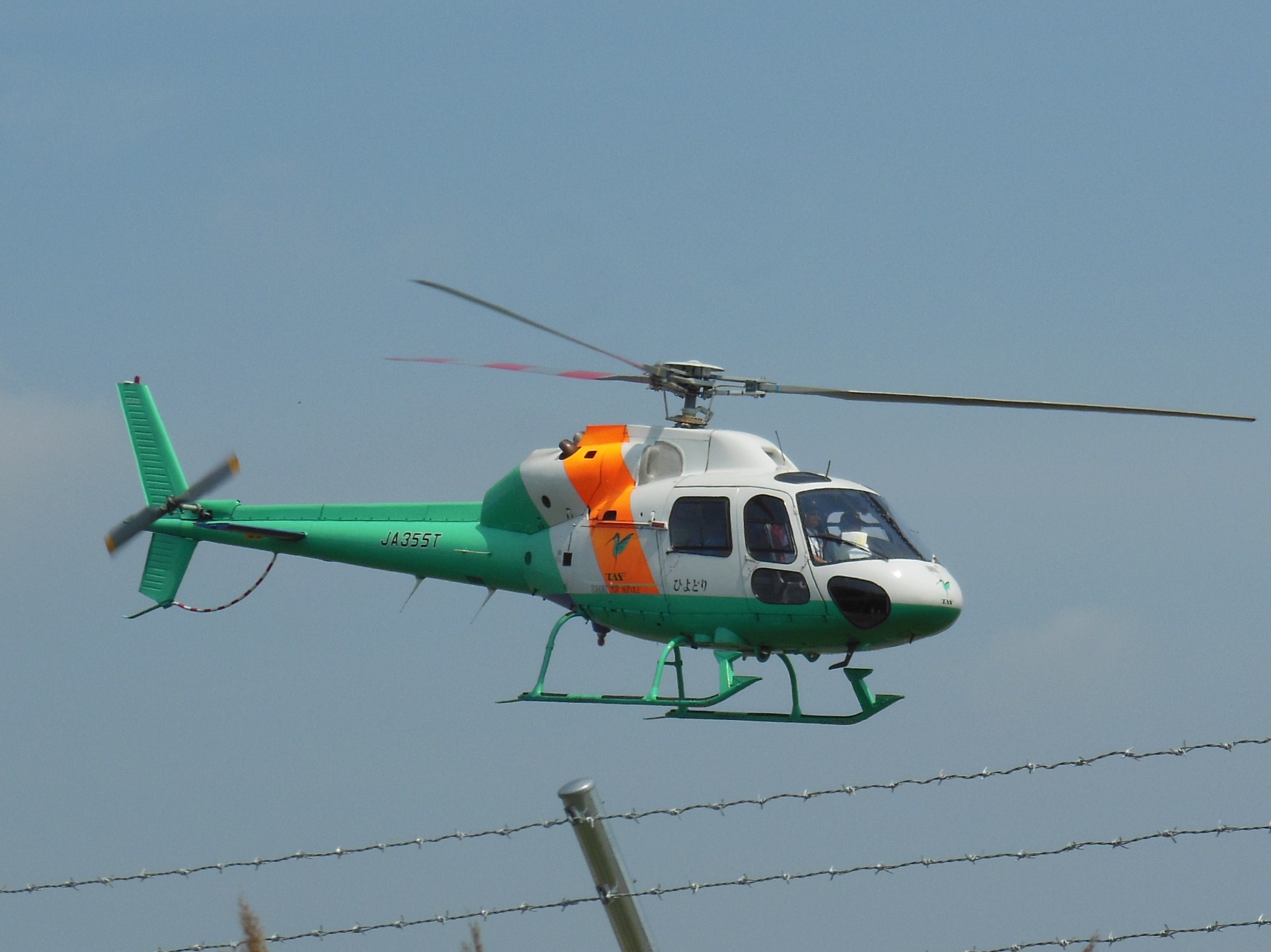
AS355F2
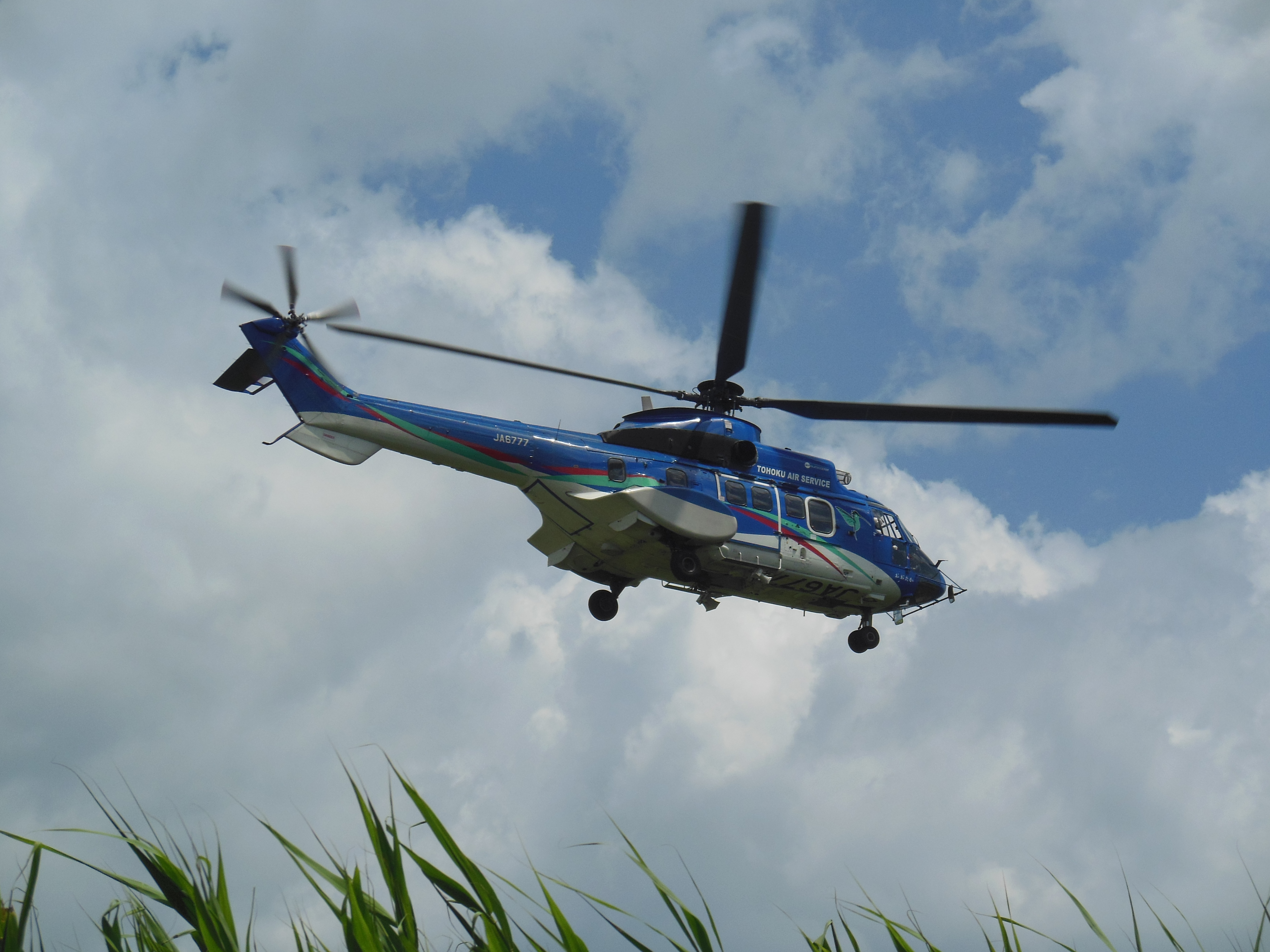
AS332L1
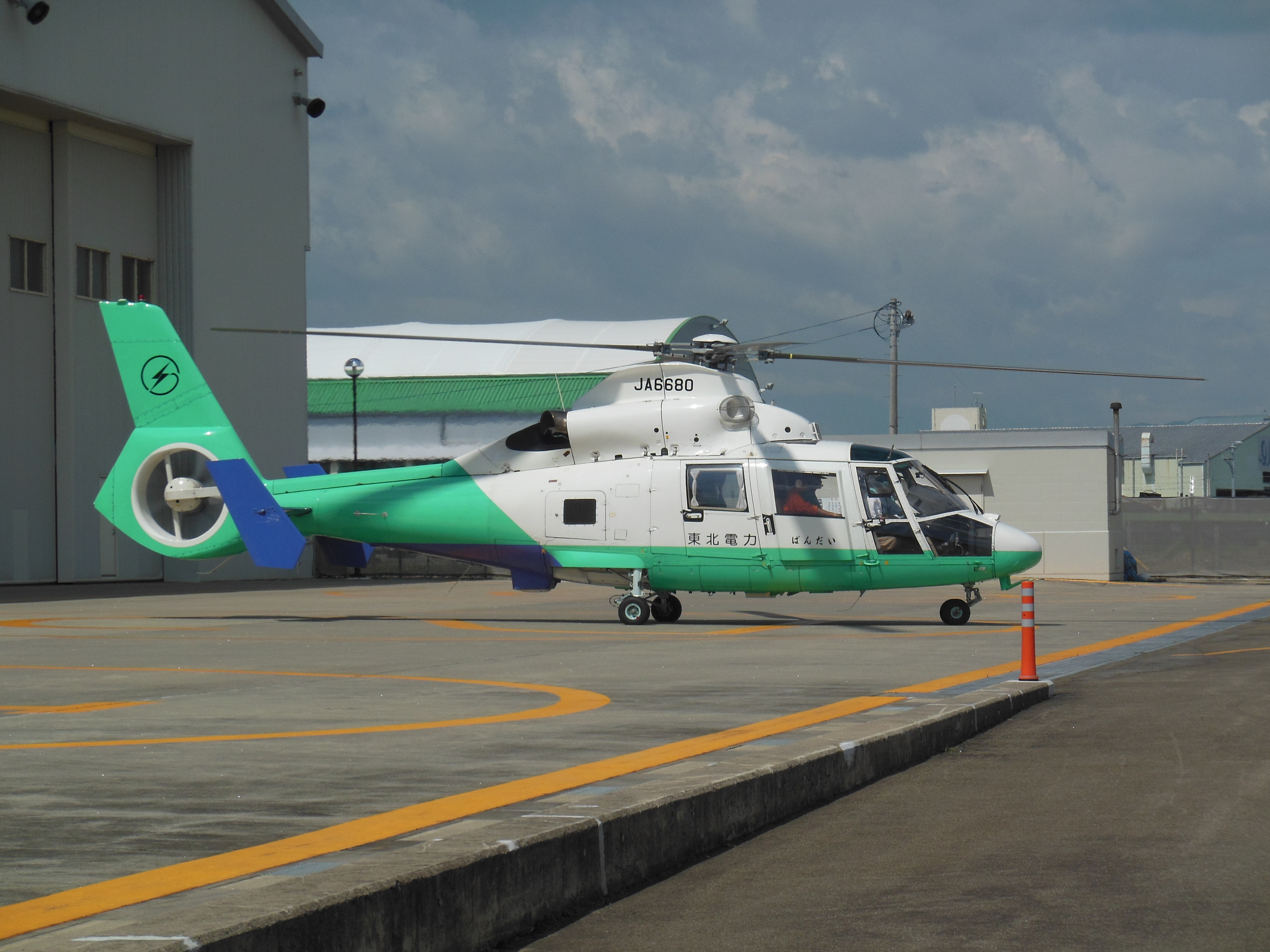
東北電力運行委託機 AS365N2